# برونو كيربي
برونو كيربي (بالإنجليزية: Bruno Kirby) (و. 1949 – 2006 م) هو ممثل تلفزي، وممثل أفلام، وممثل هزلي أمريكي، ولد في نيويورك، توفي في لوس أنجلوس، عن عمر يناهز 57 عاماً، بسبب  مضاعفات مرتبطة بسرطان الدم

## التعليم
تعلم في جامعة كينت.

## الأعمال

### أفلام
| السنة | العنوان       | الدور      |
| ----- | ------------- | ---------- |
| 1990  | الطالب الجديد | فيكتور راي |

## روابط خارجية
- برونو كيربي على موقع IMDb (الإنجليزية)
- برونو كيربي على موقع ألو سيني (الفرنسية)
- برونو كيربي على موقع ميوزك برينز (الإنجليزية)
- برونو كيربي على موقع أول موفي (الإنجليزية)
- برونو كيربي على موقع قاعدة بيانات برودواي على الإنترنت (الإنجليزية)
- برونو كيربي على موقع قاعدة بيانات برودواي على الإنترنت (الإنجليزية)
- برونو كيربي على موقع قاعدة بيانات الأفلام السويدية (السويدية)
- برونو كيربي على موقع إن إن دي بي (الإنجليزية)
- برونو كيربي على موقع ديسكوغز (الإنجليزية)
- برونو كيربي على موقع قاعدة بيانات الفيلم (الإنجليزية)